# Junkers Ju 187
Lo Junkers Ju 187 fu un bombardiere in picchiata monomotore sviluppato dall'azienda aeronautica tedesca Junkers Flugzeug- und Motorenwerke AG nei primi anni quaranta del '900 rimasto allo stadio progettuale.
Evoluzione del precedente Ju 87 Stuka ne era una variante dotata di importanti affinamenti aerodinamici i più vistosi dei quali erano l'adozione di un carrello d'atterraggio completamente retrattile ed un inusuale impennaggio di coda con la deriva ruotabile di 180° che poteva essere rivolta verso il basso.

## Storia del progetto
Le origini dello Ju 187 si debbono all'esigenza riscontrata nello sviluppo del precedente Ju 87 Stuka che, benché si sia rivelato tatticamente fondamentale nelle fasi iniziali della seconda guerra mondiale, era gravato da alcuni problemi legati al rendimento in volo, dall'efficienza aerodinamica compromessa dall'adozione di un seppur completamente carenato carrello fisso di notevoli dimensioni, ed alla vulnerabilità da parte dei caccia della Royal Air Force riscontrata durante la seconda fase della Battaglia d'Inghilterra, la Adlerangriff, dove i bombardieri della Luftwaffe compirono i primi attacchi contro gli aeroporti lungo la costa inglese.
Il progetto, al quale secondo le convenzioni RLM ricevette la designazione ufficiale Ju 187, venne affidato, nel 1942, ad Hermann Pohlmann, già progettista dello Ju 87 Stuka e di altri numerosi velivoli dell'azienda di Dessau, il quale pur basandosi sulla struttura e sull'impostazione generale dello Stuka, introdusse numerose ed interessanti innovazioni tecnologiche.
Per ovviare alla notevole resistenza aerodinamica dovuta al carrello Pohlmann disegnò un sistema retrattile che prevedeva la rotazione delle gambe di forza dello stesso di 90° attorno al loro asse e che poi si richiudessero verso la parte posteriore integrandosi nella struttura alare inferiore. Questo avrebbe giovato sia in termini di velocità massima raggiungibile, grazie anche al nuovo e più potente motore Jumo 213, sia in termini di consumo, autonomia e raggio d'azione. Questa soluzione venne adottata anche dalla versione Ju 87 F, che anch'essa non superò mai la fase di progettazione.
Per aumentare le capacità difensive dello Ju 87, che costarono molte perdite in termini umani e di mezzi da parte dei caccia RAF durante l'attacco all'Inghilterra, si ricorse ad un impianto difensivo maggiorato sostituendo le mitragliatrici MG 17 da 7,92 mm con i più pesanti cannoncini automatici MG 151/20 da 20 mm nelle semiali in caccia e con l'adozione di una barbetta telecomandata posizionata sulla parte dorsale della fusoliera, la quale integrava, oltre ad un altro MG 151/20, una mitragliatrice pesante MG 131 da 13 mm.
Inoltre, sfruttando l'esperienza dello sperimentale Ju 49, adottò una cabina pressurizzata, realizzata in un'unica struttura da inserire nella fusoliera, biposto in tandem come il precedente modello, con il posto anteriore destinato al pilota ed il posteriore al puntatore/mitragliere.
La soluzione tecnica più interessante, tuttavia, resta la particolarità dell'adozione di una deriva verticale mobile nell'impennaggio di coda la quale, grazie ad un comando idraulico infulcrato all'apice posteriore della fusoliera, consentiva la rotazione intorno all'asse verticale del velivolo di tutta la struttura per favorirne la direzionalità in fase di picchiata verso l'obiettivo.
Lo sviluppo del progetto portò a realizzare un modello in scala per la galleria del vento ed un mockup a grandezza naturale della sezione centrale dove venne inserita la struttura della cabina pressurizzata.
Pure se in fase avanzata di realizzazione, l'intero progetto venne cancellato nel 1943 per ordini dell'RLM in quanto, si sostenne, l'abbinamento del nuovo motore Jumo 213 allo Stuka, la versione Ju 87 D, consentì al precedente modello di raggiungere delle prestazioni ritenute soddisfacenti e quindi non erano giustificati ulteriori costi di sviluppo del nuovo modello. Inoltre la situazione bellica della Germania nazista cominciava a non essere più favorevole e l'importanza tattica di questo tipo di velivolo militare venne lentamente messa in secondo piano. L'RLM infatti, ordinò di interessarsi ad un nuovo progetto, lo Ju 287, che seppur inizialmente si trattava di un velivolo da ricerca finalizzato allo studio dell'ala a freccia negativa e dei motori a getto il suo sviluppo doveva portare ad un bombardiere con un ruolo più strategico che tattico.
La designazione Ju 287, nella rigida convenzione originale RLM, avrebbe dovuto essere assegnata ad un ulteriore sviluppo del progetto iniziale (Ju 87-Ju 187-Ju 287-Ju 387 etc.).

## Modellismo
- Unicraft Models scala 1/72 in resina[2].